# Kinesträdordningen
Kinesträdsordningen (Sapindales) är en växtordning inom klassen trikolpater. Tidigare ingick fler familjer i Sapindales men de har numera blivit flyttade till andra ordningar. Detta gäller bland annat familjerna pimpernötsväxter (Staphyleaceae), Melianthaceae, Bretschneideraceae, Akaniaceae, Julianiaceae, Cneoraceae och Zygophyllaceae.
Familjerna Peganaceae och Tetradiclidaceae kan alternativt ingå i Nitrariaceae.